# Механічний турок

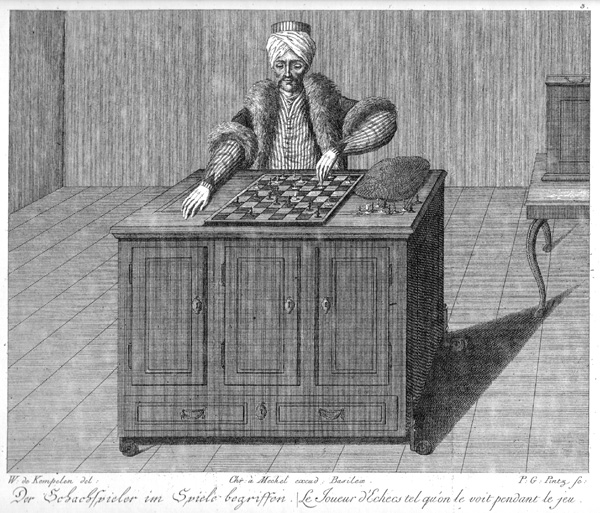
Гравюра «Турка» з книги Карла Ґоттліба фон Віндіша 1784 року Inanimate Reason

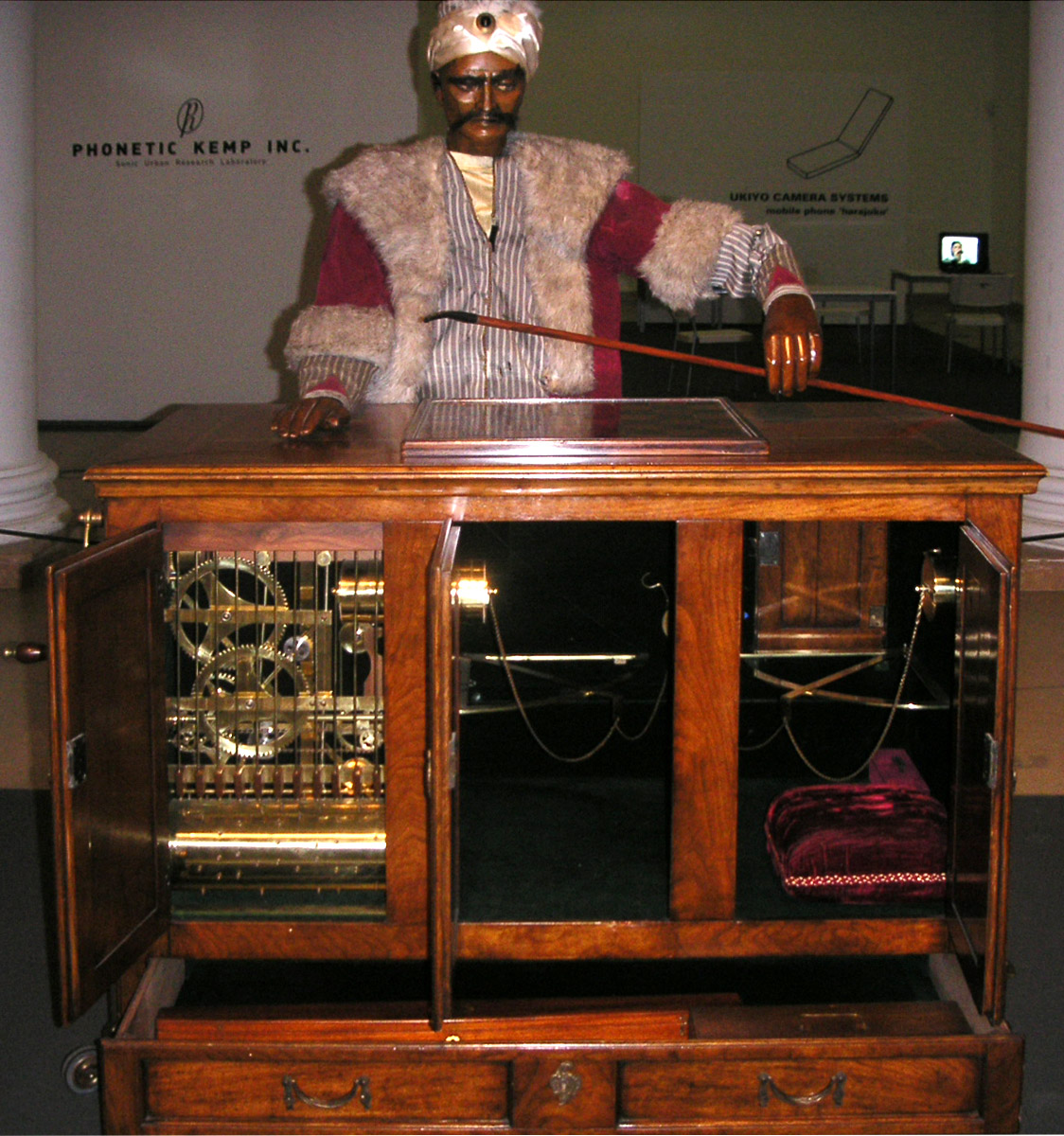
Реконструкція Турка 1980-х років

Ту́рок, відомий також як Механічний турок або Автомато́нний шахі́ст (нім. Schachtürke, «шаховий турок»; угор. A Török) — фальшивий автомат, побудований наприкінці XVIII століття, який нібито міг грати в шахи з людиною. Виглядав як тумба зі встановленою на ній шахівницею, біля якої містилася скульптура чоловіка в турецькому одязі. З 1770 року до його руйнування внаслідок пожежі 1854 року різні власники представляли цей пристрій як автоматон, хоча зрештою було доведено, що то була ретельно продумана містифікація і пристрій приховано керувався людиною. Його сконструював і урочисто відкрив 1770 року Вольфганг фон Кемпелен (угор. Kempelen Farkas; Кемпелен Фаркаш, 1734—1804), щоб справити враження на імператрицю Марію Терезію. Механізм сприймався як штучний шахіст, здатний обіграти будь якого суперника-людину, а також вмів розв'язувати шахову задачу «Обхід конем», яка вимагає, щоб гравець ходом коня обійшов усі клітинки шахівниці, відвідавши кожну лише один раз.
Публічно розрекламований як автомат «Турок» (це прізвисько він одержав через типовий вигляд скульптури) був механічним ілюзіоном, який дозволяв шаховому майстрові сховатися всередині та звідти керувати машиною. З кваліфікованим оператором Турок вигравав більшість партій. Апарат мандрував усією Європою та обома Америками протягом понад 80 років, поки 1854 року не згорів у пожежі. За час існування завдав поразки багатьом гравцям, що кинули виклик, зокрема відомим державним діячам, як-от Наполеон Бонапарт чи Бенджамін Франклін. 1804 року Йоганн Непомук Менцель купив пристрій і виставляв його. Шаховими майстрами, які таємно керували ним, були Йоганн Альґаєр, Анрі Бонкуре, Аарон Александр, Вільям Льюїс, Жак Муре і Вільям Шлюмбергер, але оператори всередині механізму під час початкового турне Кемпелена залишаються невідомими.

## Створення Турка

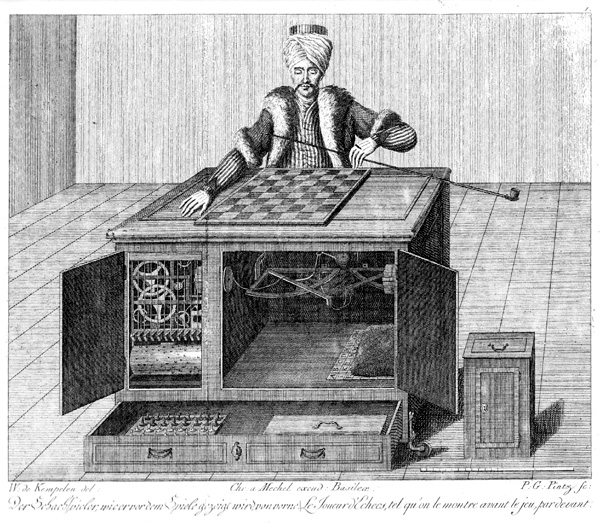
Мідна гравюра Турка, яка показує відкриті шафи і робочі частини. Оператор у правому нижньому кутку керує важелями. Кемпелен був майстерним гравером і, можливо, створив це зображення сам.

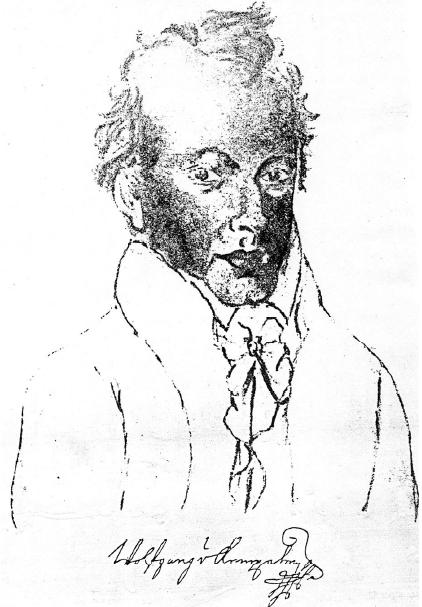
Зроблений вугіллям автопортрет з підписом Kемпелена, який побудував Турка

На створення Турка Кемпелена надихнули відвідини двору Марії Терезії Австрійської в Шенбрунн, де Франсуа Пеллетьє виконував ілюзіон. У бесіді, яка відбулась після цього, Кемпелен пообіцяв повернутися в палац з винаходом, який перевершить ілюзіон.
Результатом виклику став автоматичний шахіст, відомий згодом як Турок. Машина являла собою манекен з людською головою і тулубом у натуральну величину, який мав чорну бороду і сірі очі й був одягнений у турецький халат і чалму. За словами журналіста і автора Тома Стендеджа, це був «традиційний костюм східного чаклуна». У лівій руці він тримав довгу османську курильну трубку коли перебував у стані спокою, при цьому його правиця лежала на великому закритому столі, який був приблизно 110 см завдовжки, 60 см завширшки і 75 см заввишки. На столі була шахівниця завширшки 18 дюймів. Фронтальна частина стола складалася з трьох дверцят, отвору і шафи, в якій зберігався комплект фігур зі слонової кістки червоного й білого кольору.

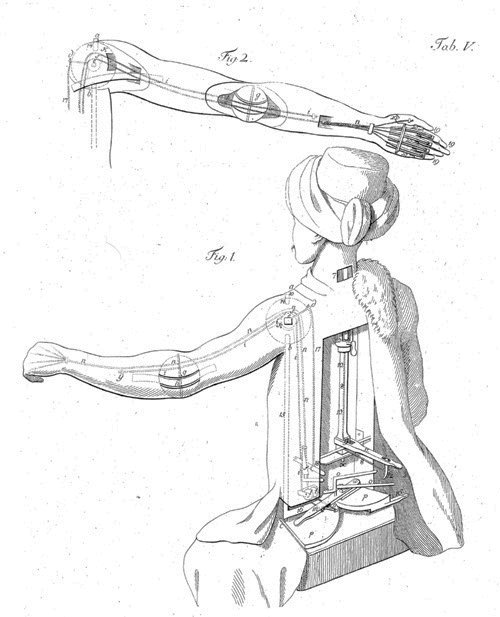
Ілюстрація принципу роботи манекена. Людина керувала різними частинами за допомогою внутрішніх важелів і машинерії. Це хибне уявлення, засноване на розрахунках Ракніца, що показує неможливу конструкцію відносно справжніх розмірів машини.

Інтер'єр машини був дуже складним і спроєктованим так, щоб ввести в оману тих, хто спостерігав за нею. Якщо відкрити ліві передні дверцята, то можна було побачити декілька шестерень і гвинтиків, схожих на годинниковий механізм. Це відділення було спроєктовано так, що якщо водночас були відкриті задні дверцята стола, то машина проглядалася наскрізь. З іншого боку стола машинерії не було; замість цього він містив червоні подушки і знімні частини, а також латунні деталі. Це відділення також було розроблено так, щоб забезпечити чіткий огляд крізь машину. Під сутаною османського манекена було двоє інших дверцят. Вони так само містили годинникові механізми й забезпечували проглядання крізь машину. Дизайн дозволяв ведучому відкривати всі дверцята для публіки, щоб підтримувати ілюзію її повного автоматизму.
Ні годинниковий механізм, який було видно з лівого боку машини, ні ящик, в якому зберігався шаховий набір, не простягалися повністю в задню частину стола, а займали лише третину ширини. Всередині містилось пересувне крісло, що дозволяло оператору пересуватись з місця на місце й таким чином уникати спостереження, коли ведучий відчиняв різні дверцята. При пересуванні сидіння фіктивна техніка пересувалась на його місце, що дозволяло людині й далі приховуватися всередині стола.
Шахівниця на столі була досить тонкою, щоб не завадити дії крізь неї магнітів, прикріплених до основи кожної шахової фігури. Фігура притягувала магніт, розташований під відповідним полем шахівниці, з прикріпленою до нього ниткою. Це дозволяло оператору всередині машини спостерігати за пересуванням фігур. Поля під шахівницею позначались відповідними цифрами, 1-64, дозволяючи оператору точно побачити, на яке поле опонент пересунув фігуру. Внутрішні магніти були розташовані таким чином, що зовнішні магнітні сили не впливати на них, і Кемпелен часто дозволяв розташовувати біля шахівниці великий магніт, щоб показати, що машина нібито не використовує магнетизм.
Як додатковий засіб обману, Турок мав невелику дерев'яну труноподібну коробку, яку ведучий ставив на стіл. У той час як Йоганн Непомук Мельцель, наступний власник машини, не використовував коробку, Кемпелен часто вглядався в неї під час гри, натякаючи, що коробка контролювала деякі аспекти роботи машини. Дехто вважав, що коробка володіла надприродною силою; Карл Готліб фон Віндіш написав у своїй книзі 1784 року «Неживий розум», що «[о]дна старенька леді, яка ще не забула свої дитячі казки… пішла і сховалася на сидінні біля вікна, якомога далі від злих духів, які, на її тверде переконання, володіли машиною».

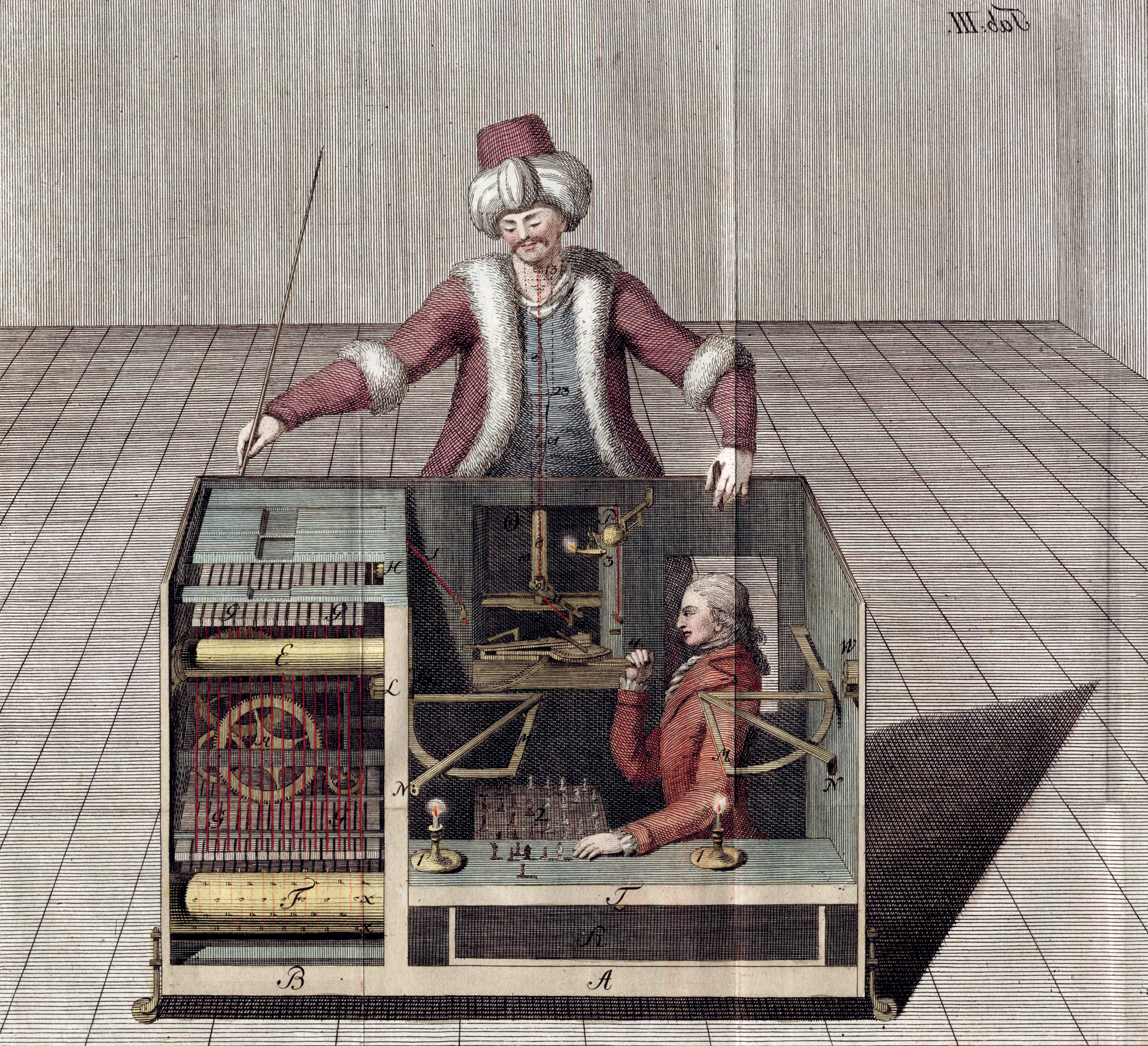
Поперечний переріз Турка роботи Ракніца, на якому показано як, на його думку, оператор сидів усередині і грав проти суперника. Ракніц помилявся як щодо позиції оператора так і габаритів автоматона.

Всередині також була дірчаста дошка, крізь яку проходили важелі, під'єднані до пантографних важелів, які контролювали ліву руку манекена. Металевий вказівник на пантографі рухався внутрішньою шахівницею і одночасно пантограф переміщував руку Турка над шахівницею на столі. Діапазон рухів дозволяв операторові переміщувати руку Турка вгору і вниз, а поворот важеля стискав і розтискав пальці, дозволяючи брати фігури на шахівниці. Весь простір усередині оператор міг бачити завдяки світлу простої свічки, що горіла завдяки системі вентиляції, яка проходила через манекен. Інші частини машинерії створювали годинниковий звук, коли Турок робив хід, що ще більше посилювало машинерну ілюзію, а Турку дозволяла робити різні вирази обличчя. Після того, як Турка придбав Мельцель, він додав до нього голосову скриньку, яка дозволяла машині сказати «Échec!» (французьке слово, що означає «шах») під час партій.
Оператор всередині машини також мав інструменти, які допомагали йому в спілкуванні з ведучим зовні. Два мідних диски, оснащені номерами, розташовувались один навпроти одного на внутрішній і зовнішній поверхнях стола. Стрижень міг обертати диски до потрібного номера, який і був кодом для спілкування.

## Виступи
Турок дебютував 1770 року в палаці Шенбрунн, близько шести місяців після ілюзіону Пельтьє. Кемпелен звернувся до глядачів, представивши своє творіння, і почав демонстрацію машини та її частин. Кожен показ Турка Кемпелен починав з відкриття дверцят і шухляд стола, дозволяючи глядачам оглядати машину. Після цієї демонстрації Кемпелен оголошував, що машина готова прийняти виклик.
Кемпелен повідомляв гравцеві, що Турок гратиме білими і зробить перший хід. Між ходами турок тримав свою ліву руку на подушці. Турок був здатен кивнути двічі, якщо загрожував  ферзеві опонента і тричі — якщо робив шах королю. Якщо суперник робив недозволений хід, то турок хитав головою, пересував фігуру назад і робив власний хід, тим самим змушуючи супротивника пропустити хід. Мандрівник Луї Дютен, який побував на одному з сеансів, спробував обдурити машину, «зробивши ферзем хід коня, але мій механічний противник не погодився з цим, він взяв мого ферзя і поставив на те поле, з якого я його пересунув». Кемпелен дозволяв глядачам під час партії ходити по кімнаті, підносити до стола магніти, залізо і магнетит, щоб перевірити, чи машиною не керує магніт або тягарець. Першою людиною, яка зіграла проти Турка, був граф Людвіг Кобенцль, австрійський палацовий придворний. Поряд з іншими претендентами в той день, він був швидко переможений, а спостерігачі матчу зазначали, що машина грала агресивно і зазвичай перемагала своїх супротивників за тридцять хвилин.

Задача про хід коня, як її вирішує Турок. Утворений замкнутий контур дозволяє обійти шахівницю з будь-якої відправної точки на ній.

Інша частина показу машини полягала у вирішенні задачі про хід коня, знаменитої шахової головоломки. Задача полягає в тому, щоб обійти конем усі клітини шахівниці, торкнувшись кожного поля лише один раз. Хоча більшість досвідчених шахістів того часу все ще боролася з цією головоломкою, турок був здатен здійснити обхід без будь-яких труднощів з будь-якої вихідної точки з допомогою перфокарти з зображеною там схемою, якою користувався оператор.
Турок також мав можливість спілкуватися з глядачами за допомогою дошки з літерами. Оператор, чия особа в той період, коли Кемпелен представив машину в палаці Шенбрунн невідома, був у змозі зробити це англійською, французькою та німецькою мовами. Університетський математик Карл Фрідріх Гінденбург вів записи розмов під час перебування Турка в Лейпцигу й опублікував їх 1789 року під назвою «Über den Schachspieler des Herrn von Kempelen und dessen Nachbildung» (Щодо шахіста, яким володіє містер Кемпелен і його копії). Теми запитань і відповіді Турка включали його вік, сімейний стан і таємниці його влаштування.

## Турне Європою
Після дебюту машини інтерес до неї зріс по всій Європі. Проте Кемпелен був більше зацікавлений у своїх інших проектах і уникав показу Турка, часто брешучи потенційним суперникам, що нібито він у ремонті. Фон Віндіш написав в один момент, що Кемпелен «відмовив своїм друзям і натовпу зацікавлених осіб з усіх країн у задоволенні побачити цей знаменитий автоматон». За десятиліття після свого дебюту в палаці Шенбрунн Турок зіграв лише проти одного супротивника, шотландського вельможі сера Роберта Мюррея Кейта, і Кемпелен навіть пішов на те, що повністю розібрав Турка після матчу. Переказували, що Кемпелен називав свій винахід «просто багатель», був не задоволений його популярністю і вирішив продовжити роботу над паровими двигунами і машинами, що імітують людське мовлення.
1781 року імператор Йосиф II наказав Кемпелену реконструювати Турка і доставити його до Відня з нагоди офіційного візиту Великого князя Павла I і його дружини. Цей захід виявився настільки успішним, що великий князь Павло запропонував тур по Європі для Турка — прохання, на яке Кемпелен неохоче погодився.
Турок почав своє європейське турне 1783 року, з появи у квітні у Франції. Зупинці у Версалі передували покази в Парижі, де Турок програв матч Чарльзу Годфруа де ла Тур Д'оверню, герцогу де Буйону. Після прибуття до Парижа в травні 1783 року він постав перед публікою й грав проти різноманітних супротивників, зокрема адвоката на ім'я пан Бернар, який мав другий ранг у шаховій здатності. Після сеансів у Версалі зріс попит на матч з Франсуа-Андре Даніканом Філідором, якого вважали найкращим шахістом свого часу. Переїхавши до Кафе Де Ла Режанс, машина грала проти багатьох найдосвідченіших гравців, часто програючи (наприклад, проти Бернарда і Вердоні), зрештою зігравши матч проти Філідора в Академії наук. Хоча Філідор виграв свій матч з Турком, але син Філідора зазначив, що його батько назвав цю партію «своєю нависнажливішою грою за весь час!». Остання гра Турка в Парижі була проти Бенджаміна Франкліна, який служив тоді послом США у Франції. За повідомленнями, Франклін насолоджувався грою з турком і цікавився машиною решту свого життя, зберігаючи у своїй бібліотеці екземпляр книги Філіпа Тікнесса про автоматон «The Speaking Figure and the Automaton Chess Player, Exposed and Detected».
Після відвідин Парижа, Кемпелен перевіз Турка до Лондона, де той був виставлений за п'ять шилінгів на день. Тікнесс, відомий у свій час як скептик, шукав можливості викрити внутрішнє влаштування машини. Хоча він і поважав Кемпелена як «дуже винахідливого чоловіка», але стверджував, що Турок — це ретельно продуманий обман з маленькою дитиною всередині машини, і характеризував машину як «складний зразок годинникового механізму… не більше, ніж один з багатьох інших хитромудрих пристроїв, який обдурює і вводить в оману глядачів».
Після року в Лондоні Кемпелен і Турок вирушили до Лейпцига, зупиняючись дорогою в різних європейських містах. З Лейпцига Турок вирушив до Дрездена, де Йозеф Фрідріх Фрайгерр фон Ракніц бачив Турка і опублікував свої висновки в «Über den Schachspieler des Herrn von Kempelen und dessen Nachbildung», поряд з ілюстраціями, на яких показав свої здогади щодо керування машиною. Потім він переїхав до Амстердама, після чого, за переказами, Кемпелен прийняв запрошення до Палацу Сансусі в Потсдамі від Фрідріха Великого, короля Пруссії. Розповідали, що Фрідріхові Турок сподобався так сильно, що він заплатив велику суму грошей, аби Кемпелен розповів йому секрет машини. Фрідріх ніколи не виказував секрет, але, за повідомленнями, був розчарований, дізнавшись, як ця машина працювала. Ця оповідь майже напевно недостовірна; немає доказів про зустріч Турка з Фрідріхом, перші згадки про яку припадають на початок XIX століття, коли про Турка також існували неправдиві розповіді, ніби він грав проти Георга III. Видається найімовірнішим, що машина залишалася недоторканою в палаці Шенбрунн упродовж понад двох десятиліть, хоча в останні роки життя Кемпелен безуспішно намагався продати її. Кемпелен помер 26 березня 1804 у віці 70 років.

## Мельцель і машина
Після смерті Кемпелена Турок залишався зачиненим до 1805 року, коли син Кемпелена вирішив продати його Йоганну Непомуку Мельцелю, баварському музиканту, який цікавився різними машинами і пристроями. Мельцель, серед успіхів якого був патент на різновид метронома, вже раз намагався купити Турка, ще до смерті Кемпелена. Початкова спроба зазнала невдачі, оскільки Кемпелен запросив ціну 20 000 франків; син Кемпелена продав машину Мельцелю за половину цієї суми.
Після придбання Турка, Мельцелю довелося дізнатися його секрети і зробити невеликий ремонт, щоб він знову був у робочому стані. Його метою було зробити викриття роботи Турка ще складнішим завданням. На виконання цього завдання пішло десять років, а потім Турок виступав як раніше, особливо прославившись грою проти Наполеона Бонапарта.
1809 року Наполеон прибув до Шенбрунна, щоб грати в турком. За словами очевидця, Мельцель взяв на себе авторство машини при підготовці до гри, і Турок (Йоганн Баптіст Альґаєр) привітав Наполеона до початку матчу. Подробиці матчу були опубліковані упродовж років у численних переказах, багато з яких суперечливі. За словами Бредлі Еварта, вважають, що Турок сидів за своїм столом, а Наполеон сидів за окремим шаховим столом. Стіл Наполеона був у окремій зоні і йому не було дозволено перетинати кордон зони Турка, а Мельцель ходив взад і вперед, щоб записати ходи гравців і забезпечити огляд глядачам. Порушивши заведений порядок, Наполеон зробив перший хід, замість того, щоб дозволити його зробити Туркові; але Мельцель дозволив грі продовжуватися. Невдовзі Наполеон зробив спробу ходу проти правил. Помітивши цей хід, Турок повернув фігуру назад і продовжив гру. Наполеон спробував перемістити фігуру проти правил вдруге, і тоді Турок забрав фігуру з шахівниці й сам зробив хід. Тоді Наполеон спробував порушити правила втретє. Турок відповів тим, що помахом руки збив усі фігури з шахівниці. Наполеона це, за повідомленнями, звеселило. Потім він зіграв партію з машиною за правилами і через дев'ятнадцять ходів перекинув свого короля на знак капітуляції. Існують альтернативні версії оповіді: Наполеон розчарувався через програш, зіграв ще раз пізніше, зіграв один матч з магнітом на шахівниці, зіграв матч з шаллю навколо голови і тіла Турка в спробі завадити його погляду.
1811 року Мельцель взяв Турка до Мілану для виступу з Еженом Богарне, принцом Венеції і віце-королем Італії. Богарне сподобалась машина настільки, що він запропонував Мельцелю купити її. Після серйозного торгу, Богарне придбав турка за 30 000 франків — втричі дорожче, ніж заплатив сам Мельцель — і утримував його протягом чотирьох років. 1815 року Мельцель повернувся до Богарне в Мюнхен і попросив продати Турка назад. Існують дві версії про те, скільки йому довелося заплатити, щоб зрештою досягнути згоди. Одна версія з'явилася у французькій газеті «Palamede». Повна оповідь не має багато сенсу, оскільки Мельцель знову побував у Парижі, і тоді міг надати власну версію сенсації.

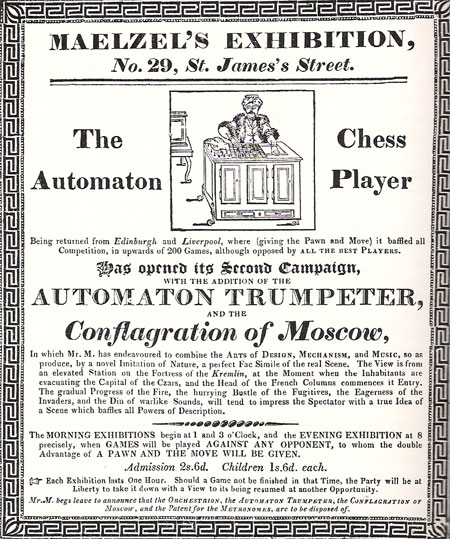
Реклама виступу Мельцеля з Турком в Лондоні

Після викупу Мельцель привіз Турка назад до Парижа, де познайомився з багатьма провідними шахістами в кафе Де Ла Режанс. Мельцель залишався у Франції з машиною аж до 1818 року, коли переїхав до Лондона і провів низку виступів з Турком та багатьма іншими машинами. У Лондоні Мельцель і його виступ викликали увагу з боку ЗМІ і він продовжував удосконалювати машину, зрештою встановивши голосову скриньку, так що машина могла сказати «Échec!» коли ставила шах королю суперника.
1819 року Мельцель взяв Турка в турне по Сполученому Королівстві. Було кілька нових змін у виступі, наприклад, дозвіл суперникові робити перший хід, а також пішакова фора від королівського слона, що створювала додатковий інтерес до Турка і породила книгу Дж. Ганнемана, яка документувала матчі, зіграні з гандикапом. Попри фору, Турок  (яким у той час керував Жак Франсуа Муре) в підсумку здобув сорок п'ять перемог, зазнав трьох поразок і дві партії звів унічию.

## Мельцель в Америці
Виступи Турка приносили Мельцелю прибуток, і він їх продовжив, взявши його та свої інші машини до США. У 1826 році він відкрив виставку в Нью-Йорку, чия популярність поволі зростала, даючи привід для багатьох газетних історій та анонімних погроз викриття таємниці. Для Манцеля проблемою було знайти відповідного оператора для машини, після того як до приїзду в США у Франції він навчав невідому жінку. У підсумку він покликав колишнього оператора, Вільяма Шлюмбергера, з Ельзасу, щоб той приїхав у Америку і працював на нього знову, як тільки Мельцель зміг зібрати гроші для переїзду Шлюмбергера.
Після прибуття Шлюмбергера Турок дебютував у Бостоні. Мельцель поширював оповідь про те, що Нью-Йоркські шахісти не могли грати повні ігри, а в Бостоні гравці були набагато кращими суперниками. Після багатотижневого успіху турне переїхало на три місяці до Філадельфії. Після Філадельфії Турок переїхав до Балтимора, де грав упродовж кількох місяців, зокрема програв матч проти Чарлза Керролла, одного з підписантів Декларації незалежності. Виступ у Балтиморі приніс звістку, що двоє братів побудували власну машину, Шахіста Волкерів. Мельцель бачив машину конкурентів і намагався купити її, але пропозицію відхилили і машина-дублікат гастролювала упродовж кількох років, не досягнувши слави машини Мельцеля, і зрештою зникла з поля зору.
Мельцель продовжив виступи у США до 1828 року, коли зробив перерву і відвідав Європу, повернувшись у 1829 році. Упродовж 1830-х років він продовжував подорож Сполученими Штатами, демонструючи машину на захід аж до Міссісіпі і відвідавши Канаду. У Ричмонді (штат Вірджинія) свідком Турка був Едгар Аллан По, який писав для «Southern Literary Messenger». Есей Едгара Алана По «Шахіст Мельцеля», опублікований у квітні 1836 року, є найвідомішим твором про Турка, хоча багато з гіпотез автора виявилися неправильними (наприклад, що ігрова машина повинна завжди перемагати).
Мельцель зрештою взяв Турка на своє друге турне до Гавани, Куба. На Кубі Шлюмбергер помер від жовтої гарячки, залишивши Мельцеля без оператора для його машини. Пригнічений, Мельцель загинув 1838 року в морі у віці 66 років на зворотному шляху, залишивши свою машину з капітаном корабля.

## Останні роки і після

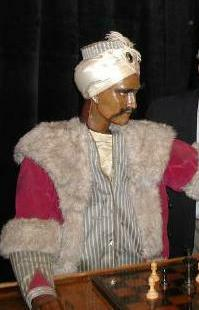
Реконструйований Турок Джон Гоен

Після повернення корабля, на якому помер Мельцель, різні його машини, зокрема Турок, потрапили в руки його друга, фінансиста Джона Оля. Той спробував був виставити Турка на аукціон, але через низькі ставки змушений був сам купити за $400. Наступним власником Турка став Джон Кірслі Мітчелл з Філадельфії, особистий лікар Едгара Аллана По і шанувальник машини. Мітчелл сформував клуб відновлення і зайнявся відновленням Турка для публічних виступів, завершивши ремонт у 1840 році.
Оскільки зацікавленість у Туркові вийшла далеко за межі території його гастролей, то Мітчелл і його клуб вирішили передати машину до Китайського музею, власником якого був Чарлз Вілсон Піл. Хоча Турок все ще іноді виступав, але його зрештою відсунули в закуток музею і забули до 5 липня 1854, коли пожежа, яка почалася в Національному театрі у Філадельфії, досягнула музею і знищила автоматон. Мітчеллу здавалось, що він чув «через язики полум'я… останні слова нашого покійного друга, який грізно шепотів, часто повторюючи склади, 'echec! echec!!'».
У 1984 році Джон Гоен з Лос-Анджелеса, американський виробник обладнання для ілюзіоністів, витратив $120,000, щоб створити власну версію машини Кемпелена. Будівництво тривало 5 років. Машина використовує оригінальну шахівницю, яка зберігалася окремо від оригінального Турка і не згоріла у вогні. Перший публічний показ нової версії Турка відбувся в листопаді 1989 року на конференції з історії ілюзіонізму. Машина була представлена багато в чому так, як Кемпелен представляв свій оригінал, за винятком того, що суперником був комп'ютер з шаховою програмою.

## Відкриття секрету
Хоча за життя Турка про його роботу було написано багато книг і статей, але більшість з них були неточними, їхні автори доходили хибних висновків на основі зовнішніх спостережень.
Лише доктор Сайлас Мітчелл у своїй серії статей для «The Chess Monthly» розкрив секрет машини. Мітчелл, син останнього приватного власника Турка, писав, що «жодна таємниця так не оберігалася, як це було з Турком. Вгадували, частково, багато разів, але жодне з численних пояснень … не розгадало цю кумедну головоломку». Оскільки Турок згорів у пожежі на момент цієї публікації, то Сайлас Мітчелл вважав, що «більше немає жодних причин приховувати від любителів шахів таємницю цієї давньої загадки».
Найважливіша біографічна історія про цього шахіста і Мельцеля представлена в «Книзі про перший Американський шаховий конгрес», яку опублікував Деніел Віллард Фіске в 1857 році. Автором переказу «Шахіст-автоматон в Америці» був професор Джордж Аллен з Філадельфії, у формі листа до Вільяма Льюїса, одного з колишніх операторів шахового автоматона.
1859 року, в листі, опублікованому в «Philadelphia Sunday Dispatch» Вільямом Ф. Куммером, який працював оператором за Джона Мітчелла, відкрив ще одну частину секрету: свічку всередині стола. Серія трубок для вентиляції вела від лампи до чалми Турка. Дим, що піднімався від чалми здавався димом від канделябрів у приміщенні, де йшла гра.
Пізніше, 1859 року, анонімна стаття з'явилася в «Littell's Living Age», нібито оповідь про Турка від французького фокусника Жана Ежена Робера-Удена. Вона рясніла помилками, починаючи з датування подій до історії польського офіцера, чиї ноги були ампутовані, але в підсумку його врятував Кемпелен і нелегально переправив назад в Росію всередині машини.
Нова стаття про турка з'явилася 1899 року, коли «Американський шаховий журнал» опублікував оповідь про матч з Наполеоном Бонапартом. Розповідь була здебільшого оглядом попередніх оповідей, а наступна ґрунтовна оповідь з'явилася лише 1947 року, коли «Chess Review» опублікував статті Кеннета Гаркнесса і Джека Стрейлі Баттелла, які являли собою повну історію та опис Турка, доповнену новими схемами, які узагальнювали інформацію з попередніх публікацій. Інша стаття, яку 1960 року Ернест Віттенберг написав для «American Heritage», описувала, як оператор сидів всередині стола.
У публікації Генрі А. Девідсона «Коротка історія шахів» 1945 року, значної ваги надано есею Едгара Аллана По, який помилково припустив, що гравець сидів всередині фігури Турка, а не на рухомому сидінні всередині стола. Подібної помилки припустився Алекс Белл у книзі 1978 року «Машина грає в шахи», помилково стверджуючи, що «оператором був навчений хлопчик (або дуже маленький чоловік), які слідували вказівкам шахіста, сховані в іншому місці на сцені або в театрі…».
До кінця 20-го століття кількість книг про Турка збільшилась. Разом з книгою Белла, книга Чарльза Майкла Керролла «Визначний шаховий автоматон» (1975), більше уваги приділяли вивченню Турка. Бредлі Еварт у своїй «Шахи: людина проти Машини» (1980) обговорює Турка, а також інші автоматони, які нібито грали в шахи.
Інтерес до Турка зріс знову після створення комп'ютера Deep Blue, який був спробою IBM створити автомат, що може кинути виклик найкращим шахістам світу, і з'явились іще дві книги: «Турок, Шаховий автомат» (2000) Джеральда М. Левітта, і «Турок: життя і часи знаменитої шахової машини вісімнадцятого століття» (2002) Тома Стендеджа. Турок слугує уособленням Deep Blue в документальному фільмі «Гра закінчена: Каспаров і машина».

## Спадщина і популярна культура

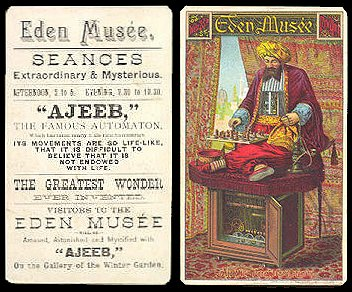
Реклама виставки Ajeeb, імітація турка

Завдяки популярності і таємничості Турка, його створення надихнуло низку винаходів і наслідувань, включаючи американську імітацію Ajeeb, або «Єгиптянин», яку побудував Чарлз Гоппер, що 1885 року грала проти президента Гровера Клівленда, і Мефісто — самопроголошена «найвідомішою» машиною, про яку мало що відомо. Перша імітація з'явилася коли Мельцель був у Балтиморі. Створений братами Вокерами «Американський шахіст» дебютував у травні 1827 року в Нью-Йорку. 1912 року Леонардо Торрес ї Кеведо створив шаховий автоматон El Ajedrecista, публічний дебют якого відбувся під час Паризької Всесвітньої виставки 1914 року. Здатний відтворювати ендшпілі тура і король проти короля з допомогою електромагнітів, це був перший справжній ігровий автомат, а також передвісник Deep Blue.
1784 року в Лондоні Турка відвідав Едмунд Картрайт. Він був так заінтригований побаченим, що пізніше поставив питання чи «важче створити машину, яка буде плести, ніж ту, яка здатна робити все розмаїття ходів, необхідних у цій складній грі». Впродовж року Картрайт запатентував прототип Power loom. Винахідник Чарльз Вітстон побачив Турка пізніше, коли той уже належав Мельцелю. Він також бачив деякі з голосових машин Мельцеля, і Мельцель пізніше продемонстрував голосові машини йому і його синові-підлітку. Александер Грем Белл отримав копію книги Вольфганга фон Кемпелена про голосові машини. Натхненний схожою машиною роботи Вітстона, Белл згодом вперше успішно запатентував телефон.
П'єса «Шахіст-автоматон» йшла в Нью-Йорку в 1845 році. Реклама, а також стаття, які з'явилися в «The Illustrated London News», стверджували, що п'єса показувала Турка Кемпелена, але насправді то була копія турка, яку створив Дж. Вокер, який раніше представив Шахіста Вокерів.
Реймон Бернар у пригодницький сюжет свого німого художнього фільму «The Chess Player» (Шахіст, Франція 1927) вплів елементи реальної історії Турка. В ньому йдеться про події після першого поділу Польщі в 1772 році. У фільмі «барон фон Кемпелен» допомагає хвацькому молодому польському націоналістові, який втік від окупантів-росіян, який випадково виявився експертом шахістом, сховавши його в шаховий автомат під назвою Турок, заснований на реальній моделі Кемпелена. Коли вони вже збираються тікати за кордон, барона викликають до Санкт-Петербурга, щоб представити турка імператриці Катерині II. Як відлуння інциденту з Наполеоном, Катерина намагається обдурити Турка, який у відповідь змітає з шахівниці всі фігури.
Турок також є натхненником творів художньої літератури. 1849 року, за кілька років до знищення Турка, Едгар Аллан По опублікував оповідання «Фон Кемпелен і його відкриття». Оповідання Емброуза Бірса «Господар Моксона», опубліковане 1909 року, є патологічною розповіддю про шаховий автомат, схожий на турка. У 1938 році Джон Діксон Карр опублікував роман у жанрі вбивство в зачиненій кімнаті під назвою «The Crooked Hinge», опублікований у рамках його серії детективних романів Гідеон Фелл. Серед представлених головоломок присутній автомат, який працює незрозумілим для персонажів чином. У своєму науково-фантастичному оповіданні 1977 року «The Marvellous Brass Chessplaying Automaton» Джин Вулф також зображує пристрій дуже схожий на Турка. Роман Роберта Лоера 2007 року «Шаховий автомат» (виданий у Великій Британії під назвою «Таємниці шахового автомата») зорієнтований на людину всередині машини. Ф. Гвінплейн Макінтайр у своєму оповіданні 2007 року «годинник жаху» реконструює оригінальне знайомство Едгара Аллана По з шахістом Мельцеля, а також встановлює (з тогочасної реклами в ричмондській газеті) точно, коли і де ця зустріч відбулася.
Вальтер Беньямін відсилає до «механічного Турка» у першій тезі своєї «Дисертації з філософії історії» (Über den Begriff der Geschichte), написаної 1940 року.
У 2005 році Amazon.com запустив Amazon Mechanical Turk. Застосунок всередині всесвітньої павутини координує задачі програмування з людським інтелектом, частково натхненний роботою Кемпеленового Турка. Програма призначена для того, щоб люди виконувати завдання, з якими комп'ютерам справитися важко, наприклад, порівняння кольорів.

## Нотатки
1. ↑  «The writer in the Palamede makes the result a kind of partnership in an exhibitiontour — the title of the Automaton was to remain in the princely owner, and Maelzel was to pay the interest of the original cost as his partner's fair proportion of the profits. But another account — current, I believe, at Munich — makes the transaction to have been a sale: Maelzel bought back the Automaton for the same thirty thousand francs, and was to pay for it out of the profits of his exhibitions — „ Provided, nevertheless“, that Maelzel was not to leave the Continent to give such exhibitions. The latter account I believe to be the more correct one».
The Book of the first American Chess Congress, page 427,Online
2. ↑  «Mr. Maelzel, who had already experienced some regret at parting with his protegi, requested the favour to be again reinstated in the charge, promising to pay Eugene the interest of the thirty thousand francs Mr. M. hod pocketed. This proposition was graciously conceded by the gallant Beauharnois, and Maelzel thus had the satisfaction of finding he had made a tolerably good bargain, getting literally the money for nothing at all!
Leaving Bavaria with the Automaton, Maelzel was once more en ramie, as travelling showman of the wooden genius. Other automata were adopted into the family, and a handsome income was realised by their ingenious proprietor. Himself an inferior player, he called the assistance of first-rale talent to the field as his ally. On limits compel us to skip over some interval of time here, during which M. Boncourt (we believe) was Slaelzel's chef in Paris, where the machine was received with all its former favour; and we take up the subject in 1819, when Maelzel again appeared with the Chess Automaton in London». Fraser's magazine for town and country, Band 19, James Fraser, 1839 Online [Архівовано 16 липня 2020 у Wayback Machine.]

.